# Davide Pianezze
Davide Pianezze (Torino, 23 dicembre 1969) è un fotoreporter italiano.

## Biografia
Davide Pianezze ha iniziato la sua carriera di fotoreporter in Ecuador nel 2005, al fianco del suo amico e maestro Mauro Burzio, in aiuto di diverse missioni umanitarie cattoliche locali (comboniane e marianiste). Successivamente si è recato in Cile dove ha dato inizio al suo primo progetto personale, dedicato alla realizzazione di un volume fotografico successivamente edito da Editrice Velar, in collaborazione con diversi tour operators sia locali che nazionali. Dal 2006 è entrato a far parte del gruppo NPS come fotografo ufficiale Nikon.
Nel 2007 ha portato a termine il suo secondo progetto fotografico personale, sviluppato interamente in Mongolia e concretizzatosi successivamente in un secondo volume appartenetene alla stessa collana del primo progetto e pubblicato da Editrice Velar sul territorio Italiano e da Munkhiin Group su territorio mongolo.
Tra il 2007 al 2018 ha partecipato alla realizzazione di diverse campagne pubblicitarie per conto di enti pubblici e privati, tra i quali: l'Ente del Turismo della Norvegia, il Ministero dell'Ambiente Italiano e Polaroid. Nello stesso periodo ha collaborato con diverse riviste nel settore turistico e naturalistico, quali: Io Donna, Die Welt, Woman Spain, Le Figaro, la Mia Africa, Voyage, Tuttifotografi e Natura.
Ha partecipato a numerose mostre personali e collettive, sia sul territorio nazionale che internazionale.
Dal 2008 tiene regolarmente workshop relativi al fotoreportage di viaggio presso il Politecnico di Torino.
Nel 2014 ha iniziato ad operare come MASTER per conto della Nikon School Italia.
Nel 2017, per il centenario della Nikon, è stato eletto come uno dei 100 fotografi più rappresentativi degli ultimi 100 anni (citazione e foto inserite nel volume It's a Nikon It's an Icon)
Mostre:
- "Chile, tra sogno e realtà" – in collaborazione con Regione Piemonte, Villa Amoretti, Torino 2007
- "Mostra collettiva in occasione del convegno organizzato dal Ministero dell'Ambiente presso Università la Sapienza" – Roma 2008
- "Portraits and Motions" – Palazzo Saluzzo di Paesana – Torino 2009
- "Mongolia, Sguardi e orizzonti lontani" – mostra fotografica personale itinerante 2010
- "Uomini e Elefanti" – mostra fotografica personale itinerante 2012
- "Materica e Astratta" – mostra fotografica personale presso Castello San Mauro - Almese - 2017
- "Tra viaggio e realtà" – mostra fotografica personale presso Paola Meliga Gallery - Torino - 2017

Opere
- Chile Panamericana 5 – Editrice Velar
- Mongolia – Editrice Velar
- Mongolia –  Munkhiin Publishing Group

Riconoscimenti
- Premio APPA AWARDS al volume Mongolia assegnato dalla critica come miglior libro fotografico in Asia pubblicato nel 2008
- In occasione del centenario della Nikon 2017 è stato riconosciuto come uno dei 100 fotografi più rappresentativi degli ultimi 100 anni (citazione e foto inserite nel volume It's a Nikon It's an Icon)